# Melvin Purvis
Melvin Horace Purvis, Jr. (24 de octubre de 1903 – 29 de febrero de 1960) fue un abogado y legendario agente estadounidense. Se le conocía con el sobrenombre de Pequeño Mel ("Little Mel"), debido a su corta estatura.
Purvis fue destacado en el FBI por haber liderado las operaciones contra los delincuentes Baby Face Nelson, Charles Arthur "Pretty Boy" Floyd, los hermanos Barker y John Dillinger.

## Biografía
Nació en Timmonsville, Carolina del Sur en 1903; hijo de Janie Elizabeth Mims y Melvin Horace Purvis, el cual se dedicaba a cultivar tabaco. Fue el quinto hijo de doce que tuvo la pareja.
Purvis recibió su título de abogado de la Escuela de Derecho de la Universidad de Carolina del Sur, sin embargo sólo practicó esta profesión por un breve periodo. En 1927 se unió al FBI y fue responsable de las oficinas de División de Investigación, en Birmingham, Alabama, Oklahoma City y Cincinnati. En 1932 el Buró de Investigación del Director J. Edgar Hoover lo destinó a las oficinas de Chicago. Melvin era educado, valiente y conocido como maestro de tiro. Capturó más enemigos públicos que ningún otro agente del FBI hasta la actualidad.
Purvis desencadenó una cacería en todo el país, con la cual logró atrapar a bandidos célebres como ''Baby Face'' Nelson, (Cara de bebé Nelson) y Pretty Boy Floyd (Chico bonito Floyd) y la banda de los hermanos Barker a la que pertenecía su madre, la mítica Ma Barker. Sin embargo su captura más notoria fue la del famoso ladrón de bancos John Dillinger, a quien mató personalmente en Chicago el 22 de julio de 1934. Sin embargo después de que Purvis se hiciera famoso por esta última hazaña, J. Edgar Hoover declaró que Purvis sería sustituido por el agente Samuel P. Cowley quien se haría cargo del caso Dillinger.
Purvis fue alabado por sus acciones. Así pues, se dice que desató la ira de Hoover, quien anteriormente lo había apoyado, ya que, según éste, Purvis buscó y logró tener publicidad sólo para él mismo, eclipsando tanto a Hoover como al FBI.
Por otro lado el informe de Purvis sobre la muerte de Pretty Boy Floyd fue puesto en tela de juicio, ya que decía que Melvin y sus agentes lo habían matado sin la ayuda de la policía local. Esto fue denunciado por el oficial Chester Smith, que según Hoover fue quien disparó primero. Smith declaró también que Purvis y sus agentes nunca dispararon hasta después de interrogar a Floyd. Fue después de interrogarlo, cuando Purvis ordenó al agente Herman Hollis que le disparase y para esto Floyd ya yacía en el suelo. Estas declaraciones nunca pudieron demostrarse como ciertas ni falsas.
El escándalo que ocasionaron dichas acusaciones, hicieron que Purvis renunciara al FBI en 1935, al año de la muerte de Dillinger y que se dedicase a las leyes por completo. En el año de 1937 se comprometió con la actriz Janice Jarratt, pero nunca se casaron. Posteriormente se casó con Marie Rosanne Willcox, con quien tuvo tres hijos. También compró la estación de radio WOHL y durante la Segunda Guerra Mundial sirvió al ejército como coronel.
En 1936 Purvis publicó un libro con las memorias de sus años de servicio en el FBI, que llevaba el nombre de American Agent, (Agente americano).

## Fallecimiento
El 29 de febrero de 1960 mientras estaba en su casa de Florence, Carolina del Sur, Melvin Purvis se disparó en la cabeza con la pistola que le dieron sus compañeros cuando dejó el FBI. La anécdota de que el arma que mató a Purvis fue la misma con la que éste asesinó a Dillinger es cuestionable. El FBI investigó el asunto, declarándolo como suicidio, sin embargo el forense oficial comentó que no encontró pruebas suficientes para clasificarlo como tal. Más tarde se determinó que Purvis pudo haber disparado el arma accidentalmente mientras trataba de sacar una bala atascada en su pistola. Tenía 56 años.